# 나가오정 (오카야마현)
나가오정(長尾町)은 오카야마현 아사쿠치군에 있던 정이다. 현재의 구라시키시에 해당한다.

## 역사
- 1889년 6월 1일 - 정촌제 시행에 수반해 나가오촌이 발족하였다.
- 1891년 7월 14일 - 산요본선이 개업, 다마시마역이 개업하였다.
- 1925년 11월 1일 - 정으로 승격해 나가오정이 되었다.
- 1953년 2월 11일 - 나가오정이 다마시마시에 편입되었다.
- 1967년 2월 1일 - 구라시키시(초대)·고지마시·다마시마시가 합병하여, 구라시키시(2대)를 신설하였다.
- 1975년 3월 10일 - 산요신칸센 오카야마 - 하카타역까지 개통, 다마시마역은 신쿠라사키역으로 개칭되었다.
- 1985년 11월 13일 - 국도 2호 다마시마 하이패스의 고가화, 및 다카하시강대교가 잠정 2차선으로 완성되었다.
- 1988년 3월 1일 - 산요자동차도 구라사키JTC - 후쿠야마히가시IC까지 개통하였다.

## 참고문헌
- 『長尾町誌』ー 編集；花田一重、出版；長尾町文化会、1951年
- 巌津政右衛門『岡山地名事典』（1974年）日本文教出版社
- 岡山県大百科事典編集委員会『岡山地名事典』（1979年）山陽新聞社
- 渡辺光・中野尊正・山口恵一郎・式正英『日本地名大辞典2 中国・四国』（1968年）朝倉書店
- 下中直也『日本地名大系第三四巻 岡山県の地名』（1988年）平凡社
- 黒田茂夫『県別マップル33 岡山県広域・詳細道路地図』（2010年）昭文社